# Marc Wilmet
Marc Wilmet (Charleroi, 28 d'agost de 1938 - Ixelles, 10 de novembre de 2018) fou un lingüista belga, professor a la Universitat Lliure de Brussel·les i a la corresponent universitat flamenca Vrije Universiteit Brussel.
Marc Wilmet va estudiar a la Universitat Lliure de Brussel·les, on va tenir com a mestres Pierre Ruelle o Albert Henry i on es va doctorar el 1968. Després d'exercir la docència a les universitats Lovanium de Kinshasa i a la de Sherbrooke (Canadà), va ser nomenat professor a la Vrije Univesiteit Brusel (1970; catedràtic des de 1975) i a la francòfona Université Libre de Bruxelles (catedràtic el 1982). Va ser membre de l'Académie royale de langue et de littérature françaises de Belgique des de 1986 i aquest mateix any rebé el premi prix Francqui, el premi de recerca més important de Bèlgica. Va ser també president la Société de linguistique romane (1998-2001) i del Conseil supérieur de la langue française de la Comunitat Francesa de Bèlgica i va ser membre del Conseil international de la langue française de França.
Wilmet fou professor honoris causa per les universitats d'Uppsala i París-Sorbona.
Va tenir una activitat política com a "rattachista" i va ser candidat amb les llistes electorals del Rassemblement Wallonie-France.

## Obres
- Le système de l'indicatif en moyen français : Étude des “tiroirs” de l'indicatif dans les farces, sotties et moralités françaises des XV-XVIs. Éd. Droz, 1970. ISBN 9782600028110 [publicació de la tesi doctoral]
- Études de morpho-syntaxe verbale. París, Klincksieck, 1976
- (amb Robert Martin) Grammaire du Moyen Français Bordeus, 1980
- La détermination nominale, París, PUF, 1986
- Une langue, une communauté. Le français en Belgique (Louvain-la-Neuve, Duculot, 1997; avec Daniel Blampain, André Goosse, Jean-Marie Klinkenberg)
- Gustave Guillaume et son école linguistique, París, Nathan, 1972
- Le participe passé autrement : protocole d'accord, exercices et corrigés. Éd. Duculot, 1999. ISBN 978-2-8011-1256-4
- Grammaire critique du français. Éd. Duculot, 1997 [fins a 5 edicions, amb modificacions, fins a 2010]. ISBN 978-2-8011-1403-2
- Petite histoire de l'orthographe française, Brussel·les, Académie Royale, 2015